# Aleksandr Żyrow
Aleksandr Wasiljewicz Żyrow (ros. Александр Васильевич Жиров; ur. 12 września 1958 w Diedieniowie, zm. 21 maja 1983 w Szukołowie) – rosyjski narciarz alpejczyk reprezentujący barwy ZSRR.
Jego najlepszymi występami na imprezach mistrzowskich były 9. miejsce w gigancie na igrzyskach w Lake Placid i 13. miejsce w slalomie na mistrzostwach świata w Schladming. Najlepsze wyniki w Pucharze Świata osiągnął w sezonie 1980/1981 kiedy to zajął trzecie miejsce w klasyfikacji generalnej, a w klasyfikacji giganta był drugi.
Zginął 21 maja 1983 r. w wypadku samochodowym.

## Osiągnięcia

### Igrzyska olimpijskie
| Miejsce | Dzień     | Rok  | Miejscowość | Konkurencja | Czas biegu | Strata | Zwycięzca        |
| ------- | --------- | ---- | ----------- | ----------- | ---------- | ------ | ---------------- |
| 9.      | 19 lutego | 1980 | Lake Placid | Gigant      | 2:40,74    | +3,33  | Ingemar Stenmark |
| DNF1    | 22 lutego | 1980 | Lake Placid | Slalom      | 1:44,26    | -      | Ingemar Stenmark |

### Mistrzostwa świata
| Miejsce | Dzień     | Rok  | Miejscowość | Konkurencja | Czas biegu | Strata | Zwycięzca        |
| ------- | --------- | ---- | ----------- | ----------- | ---------- | ------ | ---------------- |
| 9.      | 19 lutego | 1980 | Lake Placid | Gigant      | 2:40,74    | +3,33  | Ingemar Stenmark |
| DNF1    | 22 lutego | 1980 | Lake Placid | Slalom      | 1:44,26    | -      | Ingemar Stenmark |
| 16.     | 3 lutego  | 1982 | Schladming  | Gigant      | 2:38,80    | +4,83  | Steve Mahre      |
| 2.      | 7 lutego  | 1982 | Schladming  | Slalom      | 1:48,48    | +6,00  | Ingemar Stenmark |

### Puchar Świata

#### Miejsca w klasyfikacji generalnej
- sezon 1978/1979: 84.
- sezon 1979/1980: 14.
- sezon 1980/1981: 3.
- sezon 1981/1982: 35.

#### Miejsca na podium w zawodach
1. Lenggries – 8 stycznia 1980 (slalom) – 2. miejsce
2. Cortina d’Ampezzo – 10 marca 1980 (slalom) – 2. miejsce
3. Madonna di Campiglio – 10 grudnia 1980 (gigant) – 2. miejsce
4. Voss – 11 lutego 1981 (gigant) – 2. miejsce
5. Åre – 14 lutego 1981 (gigant) – 2. miejsce
6. Furano – 14 marca 1981 (gigant) – 1. miejsce
7. Borowec – 24 marca 1981 (gigant) – 1. miejsce
8. Borowec – 25 marca 1981 (slalom) – 1. miejsce
9. Laax – 28 marca 1981 (gigant) – 1. miejsce